# NGC 3877
NGC 3877 (również PGC 36699 lub UGC 6745) – galaktyka spiralna (Sc), znajdująca się w gwiazdozbiorze Wielkiej Niedźwiedzicy. Odkrył ją William Herschel 5 lutego 1788 roku.

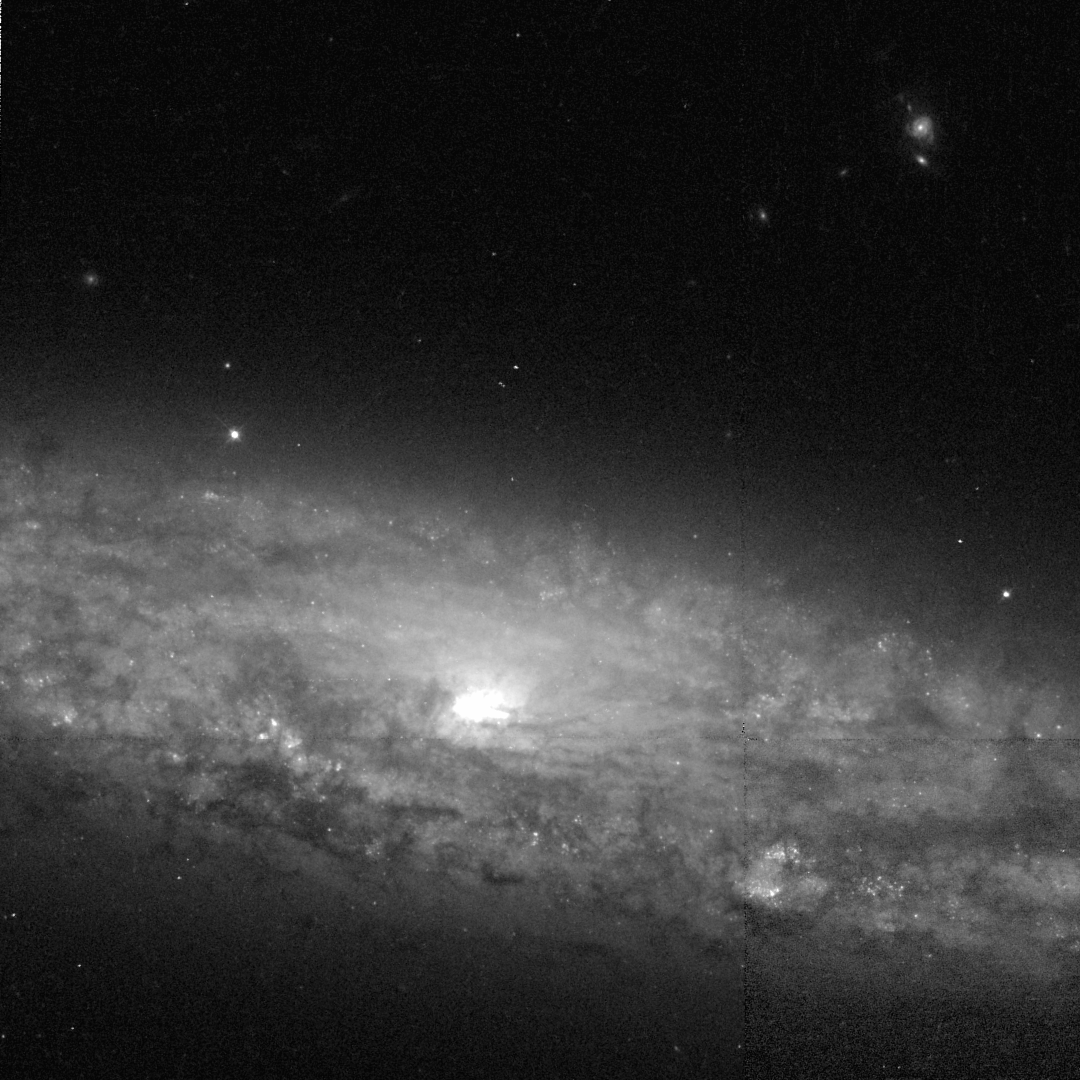
Centralna część NGC 3877 sfotografowana przez Kosmiczny Teleskop Hubble’a

W galaktyce tej zaobserwowano supernową SN 1998S.